# Listă de compozitori de muzică cultă: U

## Ub
- Friedrich Christian Hermann Uber (1781 - 1822)

## Uc
- Marco Uccellini (cca. 1603 - 1680)

## Ug
- Floro Ugarte (1885 - 1975)
- Vincenzo Ugolini (cca. 1570 – 1638)

## Uh
- Alfred Uhl (1909 - 1992)

## Ui
- Andres Uibo (n. 1956)
- René Uijlenhoet (n. 1961)

## Ul
- Hans Uldall (1903 - 1983)
- Viktor Ullmann (1898 - 1944)
- Jürgen Ulrich (1939-2007)

## Um
- Paul Umlauft (1853-1934)

## Ur
- Bartolomej Urbanec (1918 - 1983)
- Erich Urbanner (n. 1936)
- Paul Urmuzescu (n. 1928)
- Alicia Urreta (1930 - 1986)
- Jorge Urrutia Blondel (1905 - 1981)

## Us
- Vladimir Ussacevski (1911 - 1990)
- Galina Ustvolscaia (n. 1919)

## Ut
- Francesco Antonio Uttini (1723 - 1792)

## Uz
- Charles Uzor (*1961)